# 丰特奈 (索恩-卢瓦尔省)
丰特奈（法語：Fontenay，法語發音：[fɔ̃tnɛ] ⓘ）是法国索恩-卢瓦尔省的一个市镇，属于沙罗勒区。

## 地理
丰特奈（46°28'31"N, 4°17'53"E）面积2.46 平方千米，位于法国勃艮第-弗朗什-孔泰大區索恩-卢瓦尔省，该省份为法国中部省份，北起顺时针与科多尔省、汝拉省、安省、罗讷省、卢瓦尔省、阿列省和涅夫勒省接壤。
与丰特奈接壤的市镇（或旧市镇、城区）包括：维里、巴龙、沙罗勒。

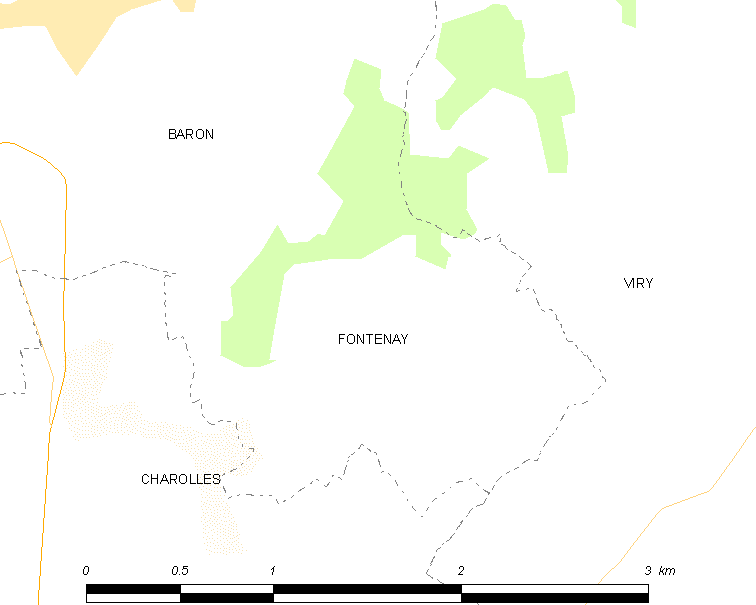
的OSM定位图

丰特奈的时区为UTC+01:00、UTC+02:00（夏令时）。

## 行政
丰特奈的邮政编码为71120，INSEE市镇编码为71203。

## 政治
丰特奈所属的省级选区为沙罗勒县。

## 人口

1962-2008年间人口变化图示

丰特奈于2022年1月1日时的人口数量为56人。